# زولتان باکو
زولتان باکو (انگلیسی: Zoltán Bakó؛ زادهٔ ۱۱ اکتبر ۱۹۵۱) قایقران کایاک اهل مجارستان است.